# Kristián Hynek
Kristián Hynek (* 19. Mai 1980) ist ein ehemaliger tschechischer Mountainbiker, der im Mountainbikesport in der Disziplin Mountainbike-Marathon aktiv war.

## Sportlicher Werdegang
Hynek wurde 2005 Mountainbike-Profi und begann im olympischen Cross-Country XCO. Unter anderem startete er im UCI-Mountainbike-Weltcup, ohne jedoch nennenswerte Erfolge zu erzielen.
Erst mit dem Wechsel zum Mountainbike-Marathon Anfang der 2010er Jahre konnte er sich auf internationaler Ebene etablieren. Im Jahr 2012 wurde er Europameister  und Dritter der Weltmeisterschaften im MTB-Marathon. Es folgten weitere Medaillen bei Welt- und Europameisterschaften, nationale Meistertitel sowie Siege bei verschiedenen Rennen der UCI Marathon Series.
Auch bei Cross-Country-Etappenrennen konnte er sich in die Siegerlisten eintragen. Sein größter Erfolg ist der Gewinn der Gesamtwertung der Absa Cape Epic im Jahr 2014 im Team mit Robert Mennen.

## Erfolge
| 2011 - Gesamtwertung Andalucia Bike Race mit Pavel Boudný 2012 - Weltmeisterschaften – Marathon XCM - Europameisterin – Marathon XCM 2013 - Europameisterschaften – Marathon XCM - Tschechischer Meister – Marathon XCM 2014 - Gesamtwertung Cape Epic mit Robert Mennen - ein Erfolg UCI-MTB-Marathon Series 2015 - Gesamtwertung Andalucia Bike Race mit Alban Lakata - ein Erfolg UCI-MTB-Marathon Series | 2016 - Weltmeisterschaften – Marathon XCM - Europameisterschaften – Marathon XCM - ein Erfolg UCI-MTB-Marathon Series 2017 - ein Erfolg UCI-MTB-Marathon Series 2018 - Tschechischer Meister – Marathon XCM - ein Erfolg UCI-MTB-Marathon Series 2019 - Weltmeisterschaften – Marathon XCM |